# Евдокс Кізицький

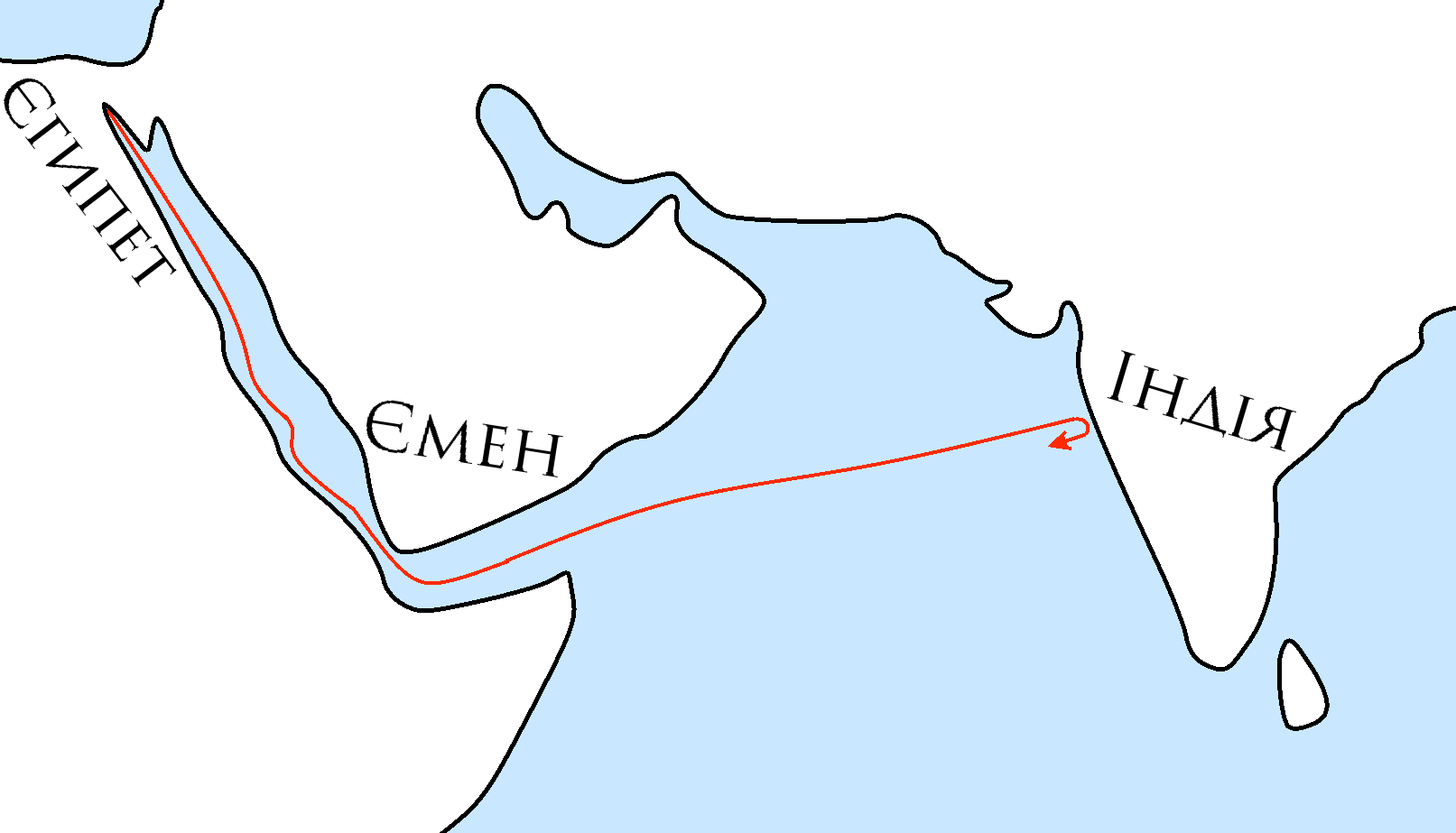
Маршрут індійської подорожі Евдокса

Евдокс Кізицький, або Евдокс з Кізику (дав.-гр. Εὔδοξος ὁ Κυζικηνός) — давньогрецький мореплавець II ст. до н. е. Відомий, зокрема, тим, що першим з відомих мешканців Середземномор'я досяг Індії водним шляхом через Червоне та Аравійське моря.

## Життєпис
Народився в колонії Кизик (тепер Капу-Даг, Туреччина)
За даними Посідонія та Страбона, індійські мандрівки Евдокса датуються 118 та 116 роками до н. е. Посідоній, зокрема, повідомляв, що одного разу в Червоному морі врятували моряка з індійського корабля, що затонув, і привезли його до двору Птолемея VIII. Індієць, ім'я якого невідоме, вивчив грецьку та запропонував допомогти грекам у дослідженні шляху до Індії. Капітаном експедиції Птолемей призначив Евдокса, дипломата з Кизика, який в цей час прибув з посольством рідного міста до Єгипту. Евдокс здійснив дві подорожі з Єгипту до Індії. Шлях для першої з них, що відбулася в 118 р. до н. е., вказав вже згаданий індійський моряк. Евдокс повернувся з великим вантажем прянощів та коштовностей. Щоправда, в Александрії весь вантаж у нього відібрав цар.

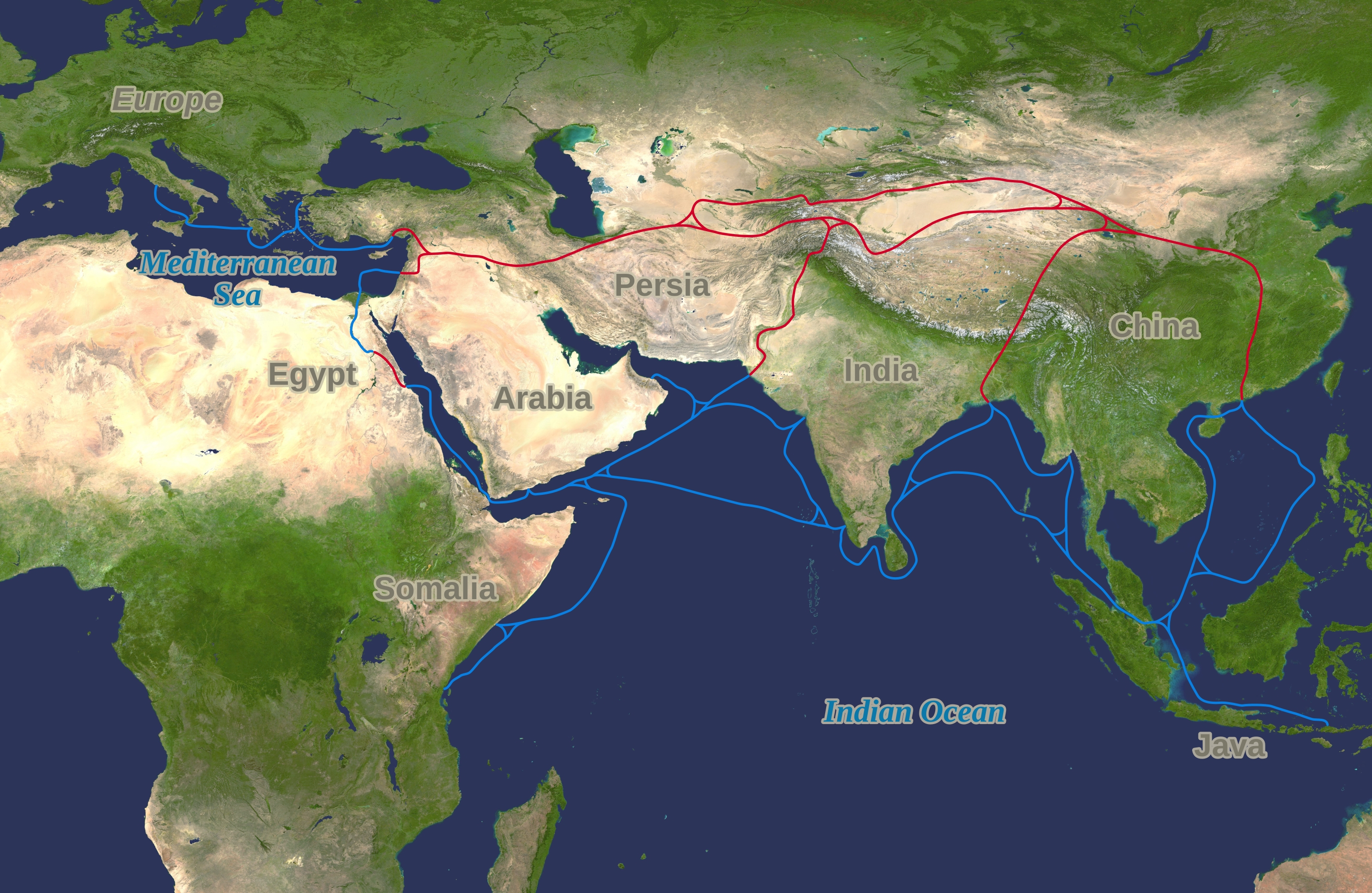
Торгові шляхи між заходом та сходом в часи Римської імперії

Страбон, «Географія» якого є основним джерелом цієї історії, скептично ставився до неї (щоправда, за часів Страбона, що жив за 70 років після Посідонія, індійські плавання стали для греків звичною справою). Сучасна наука також вважає історію про індійського моряка малоймовірною. Адже грецькі і індійські кораблі зустрічалися в Аравійському та Червоному морі вже у ІІ столітті до нашої ери — зазвичай у портах Аравії, таких, наприклад, як Аден (що грецькою звався Евдемоном). Плавання далі за Аден вважалося складною, трудомісткою справою. Тим не менше, спроби плавання в відкритому морі в Арабському морі були. Мореплавцям уже були відомі мусонні вітри — індійці їх використовували для того, щоб доплисти до Єгипту, але жоден грецький корабель до Евдокса ними не користувався. Після його мандрівки греки налагодили прямий комерційний зв'язок з Індією, оминаючи аравійські порти. Якщо історія, описана Посідонієм і не була правдивою, грецькі кораблі наприкінці II ст. до н. е. насправді почали використовувати мусони для плавань в Аравійському морі. До 50 року до н. е. кількість грецьких і римських суден в Індійському океані суттєво збільшилася.
Іноді, згідно з так званим «Періплом Еритрейського моря», відкриття мусонів приписують іншому грецькому мореплавцю — Гіппалу. Припускають, однак, що він плавав на одному кораблі з Евдоксом або ж був його стерновим.
У 116 році до н. е. Евдокс вдруге відвідав Індію. Коли мандрівник повертався до Єгипту, вітер відніс його корабель на південь від Адену. Десь на узбережжі східної Африки він знайшов залишки корабля. Мандрівник забрав з собою фігуру коня, що прикрашала ніс судна, до Єгипту. Там йому нібито розповіли, що такими фігурами прикрашали фінікійські кораблі з Гадеса (сучасний Кадіс в Іспанії). Відтак знайдений Евдоксом корабель міг вийти з Гадеса і обігнути Африку.
Пригода фінікійського корабля надихнула і самого Евдокса на спробу обігнути Африку. Згодом він на власний кошт організував експедицію, що складалася з одного великого корабля та двох баркасів. Мандрівник відплив з Гадеса і плив уздовж африканського узбережжя на південь, але зрештою змушений був повернутися до Європи.
Згодом після цієї невдачі він знову відправився обігнути Африку. Подальша його доля невідома. Хоча деякі, зокрема, Пліній Старший, стверджували, що Евдокс досяг своєї мети, проте найбільш ймовірно те, що він загинув під час плавання.